# Uniwersytet w Ankarze
Uniwersytet w Ankarze (tur. Ankara Üniversitesi) – turecka uczelnia publiczna w Ankarze. Została założona w 1946 roku.